# Risoul
Risoul is een gemeente in het Franse departement Hautes-Alpes (regio Provence-Alpes-Côte d'Azur) en telt 622 inwoners (1999). De plaats maakt deel uit van het arrondissement Briançon.

## Geografie
De oppervlakte van Risoul bedraagt 30,9 km², de bevolkingsdichtheid is 20,1 inwoners per km².
De onderstaande kaart toont de ligging van Risoul met de belangrijkste infrastructuur en aangrenzende gemeenten.

## Demografie
Onderstaande figuur toont het verloop van het inwonertal (bron: INSEE-tellingen).
Vanwege een beveiligingsprobleem met de MediaWiki Graph-software is het momenteel niet mogelijk deze grafiek weer te geven. Zodra de software is bijgewerkt zal de grafiek vanzelf weer zichtbaar worden.

## Sport
Risoul was één keer aankomstplaats van een etappe uit de wielerkoers Ronde van Frankrijk. De Pool Rafał Majka won er in 2014 de dagprijs. In 2016 was Risoul aankomstplaats in de Ronde van Italië. De etappe werd gewonnen door de Italiaan en latere eindwinnaar Vincenzo Nibali. De Nederlander Steven Kruijswijk verloor tijdens die etappe naar Risoul de roze leiderstrui aan de Colombiaan Esteban Chaves.